# Xanca de Ridgely
La xanca de Ridgely (Grallaria ridgelyi) és una espècie d'ocell de la família dels gral·làrids (Grallariidae).

## Hàbitat i distribució
Habita el terra del boscos andins del sud de l'Equador i nord del Perú.